# Regettő
Regettő (szlovákul: Regetovka, ukránul: Rehetyivka) község Szlovákiában, az Eperjesi kerület Bártfai járásában.

## Fekvése
Bártfától 15 km-re északra, az Alacsony-Beszkidekben, a lengyel határ mellett fekszik.

## Története
A 18. század végén Vályi András így ír róla: „REGETŐ. Regetnoka. Tót falu Sáros Vármegyében, földes Ura Gróf Áspermont Uraság, lakosai külömbfélék, fekszik Bártfához 1 3/4 mértföldnyire; határja hegyes, és nehéz termésű, fájok van, ’s más vagyonnyaik is.”
Fényes Elek 1851-ben kiadott geográfiai szótárában így ír a faluról: „Regető, orosz falu, Sáros vmegyében, a makoviczi uradalomban, Zboró fil., 16 r., 340 kath. lak. Ut. p. Bártfa.”
A trianoni diktátum előtt Sáros vármegye Bártfai járásához tartozott.
A falu ma inkább üdülőközpont, hat különböző nehézségű sípályával (esti síelési lehetőséggel), sífelvonókkal, turistaszállóval és étteremmel.

## Népessége
| Év:            | 1994. | 2004.    | 2014.    | 2024.    |
| -------------- | ----- | -------- | -------- | -------- |
| Emberek száma: | 22    | 18       | 30       | 52       |
| Eltérés:       |       | -18,18 % | +66,66 % | +73,33 % |

| Év:            | 2023. | 2024.   |
| -------------- | ----- | ------- |
| Emberek száma: | 53    | 52      |
| Eltérés:       |       | -1,88 % |

1910-ben 277, túlnyomórészt ruszin lakosa volt.
2001-ben 14 lakosából 8 ruszin, 4 szlovák és 1 cseh volt.
2011-ben 28 lakosából 22 szlovák és 5 ruszin.

## Nevezetességei
- Szent Demeter tiszteletére szentelt római katolikus temploma 1893-ban épült.
- A falu a téli sportok kedvelőinek paradicsoma.

## Külső hivatkozások
- Hivatalos oldal
- Községinfó
- Regettő Szlovákia térképén
- E-obce.sk Archiválva 2008. június 6-i dátummal a Wayback Machine-ben
- Rekreációs központ